# Стереографічна сітка
Сітки стереографічні — стереографічні проєкції системи меридіанів і паралелей, що служать для проєктування кристалічних граней по виміряних сферичних координатах. 
Існує декілька стереографічних сіток: 
- сітка Вульфа — проєкція меридіанів і паралелей на площину одного з меридіанів;
- сітка Болдирева (полярна сітка) — проєкція меридіанів і паралелей на екваторіальну площину;
- сітка Федорова — сукупність екваторіальної сітки й двох взаємно перпендикулярних меридіональних сіток, поєднаних на одному кресленні;
- сітка Шмідта — побудова паралелей і меридіанів зроблена за допомогою рівноплощової проєкції.

Найпоширеніша сітка Вульфа. 

## Інтернет-ресурси
- Геологический словарь
- Стереографические проекции. Теория и практика.